# Kurt W. Schönherr
Kurt W. Schönherr (* 11. August 1931 in Znaim, Tschechoslowakei; † 13. Juni 2013 in Backnang) war ein deutscher Volkswirt und Pädagoge.

## Werdegang
Nach dem 1951 in Schorndorf abgelegten Abitur absolvierte er von 1951 bis 1954 bei der Carl Zeiss AG eine Ausbildung zum Industriekaufmann. Von 1954 bis 1959 studierte er an den Universitäten Stuttgart, Wien und Tübingen Volkswirtschaftslehre. Es folgte von 1975 bis 1980 ein Aufbaustudium in Philosophie und Pädagogik an den Universitäten Salzburg, Wuppertal und Wien, wo er zum Dr. phil. promoviert wurde. 1992 erfolgte die Ernennung zum Professor für Betriebswirtschaftslehre durch das Wissenschaftsministerium des Landes Baden-Württemberg.
Schönherr gründete 1959 die AKAD Akademikergesellschaft für Erwachsenenfortbildung GmbH in Stuttgart (heute: AKAD-Privathochschulen) als damalige Tochter der Schweizerischen AKAD und war bis 1997 deren Geschäftsführer sowie Präsident der drei staatlich anerkannten AKAD-Fachhochschulen. Von 1969 bis 1975 war er 1. Vorsitzender des Arbeitskreises korrektes Fernlehrwesen (heute: Forum DistancE-Learning) sowie von 1970 bis 1978 External Relations Officer des Europäischen Fernschulrats CEC. Als Mitglied des Europäischen Fernschulrats und als Delegierter der Arbeitgeberverbände bei der Europäischen Kommission in Brüssel sowie über zahlreiche Publikationen in Presse, Funk und Fernsehen hat sich Dr. Schönherr für die Seriosität des Fernschulwesens eingesetzt. Durch seine Forderung, eine staatliche Kontrollinstanz zu schaffen, gab er den Impuls zur Schaffung der Zentralstelle für Fernunterricht (ZFU) und somit auch zum späteren Zustandekommen des Fernunterrichtsschutzgesetzes.
Von 1980 bis 2005 lehrte er Wirtschaftsethik, Unternehmensführung und Marketing an verschiedenen privaten und staatlichen Hochschulen. Danach engagierte er sich als Gründungsrektor der Deutschen Universität in Armenien und als Berater der Internationalen Hochschule des CVJM in Kassel, der Nehemia University in Albanien sowie der VPT-Hochschule Fellbach i.Gr. in Fellbach. Er leitete die populärwissenschaftliche Initiative UNI LIVE in Weissach. Zuletzt war er Direktor der Deutschen Akademie für Management in Berlin.

## Ehrungen
- 1975 Bundesverdienstkreuz am Bande als Anerkennung für staatsbürgerliches Engagement
- 1983 Bundesverdienstkreuz 1. Klasse als Anerkennung für seine Pionierleistungen im Fernlehrwesen

## Werke (Auswahl)
- Werteorientierte Medienpädagogik - Präventionsprojekt Medienscout, VS Verlag (Springer Fachmedien), Wiesbaden 2011, ISBN 978-3-531-17979-7 (mit Bojan Godina und Harald Grübele)
- Welt im Wandel: Perspektiven der Gesellschaft und der Ökonomie. Via-Verbis-Verlag, Scheidegg 2007, ISBN 978-3-933902-23-8 (mit Wolfgang Sigg)
- Beiträge zur Ordnung des Fernlehrwesens, Akademikergesellschaft für Erwachsenenfortbildung, Stuttgart 1973
- Fernunterricht und betriebliche Bildungsarbeit. Bertelsmann, Bielefeld 1970.
- Zur Bedeutung einer öffentlichen Ordnungsinstanz im deutschen Fernschulwesen. Beuth, Berlin/Köln/Frankfurt am Main 1966